# Амам у Конаку кнегиње Љубице
Амам у Конаку кнегиње Љубице је друго купатило у конаку, названо и “амам у мермеру". Када је конак грађен у њему је било само мало купатило – амамџик. Године 1836, пет година по завршетку градње конака, по налогу кнеза Милоша дозидан је велики амам са једноспратним трактом  (26 x 18 m). Припајањем са јужне, слободне стране нарушена је правилна правоугаона пропорција конака. 
Двадесет пет квадрата амама добијало је светлост преко малих, округлих прозора у крову. Амам је био обложен мермером и имао је подно грејање, хипокауст, по узору на римске палате. Велики приватни амам у османском друштву представљао је луксуз и симбол угледа, моћи и достојанства. За његову израду коришћени су најбољи материјали: камен, опека и стакло. Владарску величину посебно је иcтицао мермер који је дотaд употребљаван само у црквеној архитектури, а кнез Милош је поручио плоче студеничког мермера од којих су били изграђени под и камени лежај. Они су данас једини сачувани елементи старог ентеријера. 